# Установка дегідрогенізації пропану в Х'юстоні
Установка дегідрогенізації пропану в Х'юстоні – підприємство нафтохімічної промисловості, яке станом на другу половину 2010-х належить компанії Flint Hills. Перша за часом створення установка дегідрогенізації пропану в США.
Внаслідок «сланцевої революції» в Техасі з’явився великий додатковий ресурс зріджених вуглеводневих газів (найближчі гомологи метану – етан, пропан, бутан). Найбільш відомим напрямком його використання стало спорудження численних потужних установок парового крекінгу на етані (Фріпорт, Бейтаун, Сідар-Байу та інші). Втім, пропан також почали активніше залучати у нафтохімію, зокрема з метою створення виробництв, основною продукцією яких є пропілен. До того цей продукт з якістю, необхідною для полімеризації (polymer-grade-propylene) отримували на тих саме крекінг-установках, проте при їх роботі на етані вихід більш важких, аніж етилен, олефінів мінімальний, що дало змогу розраховувати на появу ніші цільових виробництв пропілену.
Першу в США установку дегідрогенізації пропану ввела в експлуатацію у 2010 році компанія PetroLogistics. Для її розміщення у енергетичного гіганту ExxonMobil викупили майданчик на південно-східній околиці Х'юстона, на південь від прокладеної по руслу Буффало-байу ділянки Х'юстонського судноплавного каналу. Тут раніше працювала зупинена установка парового крекінгу, інфраструктуру та окремі модулі якої використали під час створення нового виробництва потужністю біля 650 тисяч тон пропілену на рік.
В 2014-му установку за 2,1 млрд доларів США викупила хімічна корпорація Flint Hills Resources (володіє, зокрема, піролізним виробництвом в Порт-Артурі).
Окрім основної продукції, під час гідрогенізації пропану отримують водень (відщепленням його атомів від пропану власне й отримують пропілен), а також фракції С4 та С5+ в кількостях, придатних для комерційного використання.
Технологію гідрогенізації для установки розробила компанія Lummus (процес CATOFIN).